# Княжицький Микола Леонідович
Мико́ла Леоні́дович Княжи́цький (нар. 2 червня 1968, Львів) — український журналіст, народний депутат України 7-го, 8-го та 9-го скликання. Автор Закону про мову, та ініціатор повної заборони РПЦ в Україні. У минулому – керівник медійних компаній та телеканалів Тоніс та СТБ, УТ-1, Газети 24, голова редакційної ради телеканалу ТВі. Був членом Національної ради України з питань телебачення і радіомовлення. 
Член австрійського Міжнародного інституту преси. Продюсер низки документальних фільмів.  Лауреат почесної польської нагороди — премії імені Єжи Ґедройця (2019). Голова наглядової ради УІК.
Одружений, виховує двох синів та доньку. 

## Біографія

### Ранні роки
Народився 2 червня 1968 року у родині освітян.
Батько Леонід Княжицький працював викладачем у середній школі № 7 м. Львова, мати Надія Антонівна працює бібліотекаркою в середній школі № 7 м. Львова
У 1985 році вступив на факультет журналістики Київського державного університету, диплом отримав у 1992 році. Навчання на два роки перервано військовою службою — з червня 1986 по травень 1988.
Наприкінці 1990-х років здобув другу вищу освіту на Факультеті міжнародного права і бізнесу Інституту післядипломної освіти Львівського університету ім. Франка.

### Кар'єра
Після служби у війську, паралельно з навчанням у ВНЗ, почав працювати за спеціальністю. У 1990 році проти нього КГБ організував провокацію, приписуючи участь у бійці. Конфлікт удалося залагодити завдяки деканові факультету журналістики А. З. Москаленку — родичеві голови Верховної Ради УРСР Л. М. Кравчука.  
З лютого 1989 по січень 1991 року  був спеціальним кореспондентом редакції інформації Держтелерадіо УРСР і власним кореспондентом  Центрального телебачення в Україні. Працював  ведучим програми «Вечірні новини» («Телевізійна служба новин»), яку робив разом з Анатолієм Бондаренком. Саме для цих ефірів уперше знімалися кліпи Ірини Білик і групи «Скрябін»..
|  | Це були перші справді незалежні новини в Україні... Хоч вони виходили на державному телебаченні, але це була альтернатива “Актуальній камері” у “Вечірньому віснику”, де ми вперше говорили про молодих людей» |

З лютого 1991 по січня 1992 року працював завідувачем кореспондентського пункту спільного радянсько-канадського підприємства телерадіокомпанія «Міст». Кореспондент в Україні програми Вєсті Російської державної телерадіокомпанії, програма почала виходити в ефір з 13 травня 1991 року.
З лютого по червень 1992 року був спеціальним кореспондентом політичного аналізу та прогнозу Держтелерадіо України, співведучим з Олександром Ткаченком програми «Вікна». З липня 1992 по листопада 1994 року  був директором Центру телевізійної творчості (телепрограма «Вікна»). Один з ініціаторів створення мережі недержавних станцій УНІКА.
У 1992 році проти нього порушили кримінальну справу за наклеп, яку вів виконувач обов'язків начальника головного слідчого управління ГПУ Болібок. Адвокатами у справі були Юрій Айвазян і Віктор Ніказаков. За кілька місяців справу під тиском преси та громадськості закрили.
З грудня 1994 року по жовтень 1998 року був президентом ЗАТ «Міжнародний медіа центр—СТБ» та ведучим програми «Рейтинг». З 1997 року був президентом телеканалу СТБ та ведучим програми «Вікна-тижневик».
З вересня 1998 року був президентом, а від 2 жовтня 1998 до 17 листопада 1998 головою правління державної акціонерної компанії «Українське телебачення і радіомовлення» та президент «Національної телекомпанії України». Але він невдовзі був звільнений президентом Кучмою, зокрема, через екстравагантну спробу закрити «пропагандистську» програму Вадима Долганова «Сім днів».
|  | «Ми з нового приміщення на Сирці випустили паралельну програму з покійною вже, на жаль, Наталією Кондратюк, яка вела цю програму. Долганов у цей час виходив на Хрещатику, 26, думаючи, що він — в ефірі». |

Від грудня 1998 по квітень 1999 року був головою адміністративної ради ЗАТ «Міжнародний медіа центр-СТБ».
З 16 березня 1999 до 20 квітня 2000 та від 18 травня 2000 по 29 березня 2002 був членом Національної ради України з питань телебачення і радіомовлення (за квотою Верховної Ради). Перебуваючи у відпустці при балотуванні до Верховної Ради, був достроково знятий з посади.
Надалі працював директором та був співвласником (9% пай) компанії «Медіадім», що володіла активами телеканалу Тоніс та Газети 24. Після того як низка журналістів, зокрема Віталій Портников, звільнилися з газети та телеканалу, звинувативши власників (можливим головним бенефіціарієм названо Олександра Костеріна) у спробах запровадити цензуру, Микола Княжицький в листопаді 2007 року також пішов з компанії. Публічно оголосивши про рейдерське захоплення своєї частки з боку Костеріна, який на той момент був головою Партії Зелених України.
З 2008 року Микола Княжицький разом з частиною співробітників, які звільнилися з компанії «Медіадім», започаткував новий проєкт — телеканал ТВі («International Media Company»). Княжицький обіймає посаду головного директора ТВІ, також на телеканалі веде щотижневу авторську передачу «Вечір з Миколою Княжицьким». В одному зі своїх інтерв'ю Княжицький згадує:
|  | ТВі — це моя була ідея. Я планував робити канал, у мене навіть компанія «Телерадіосвіт» була давно вже зареєстрована. І потім у Києві я зустрів відому людину — американського бізнесмена Олександра Альтмана, який мені сказав: «Поїдь поговори з Гусинським — він хоче підтримати твою ідею». Я так і зробив, ми з Гусинським домовилися й почали створювати цей проєкт. А вже пізніше Гусинський запросив до співпраці Кагаловського. У Гусинського було своє бачення, він запросив сюди Євгенія Кисельова, Ігоря Малашенка. Я керував цим проєктом. Ми разом запросили Романа Скрипіна, інших людей, які створювали новинну службу. Я займався в основному організаційними питаннями, дистрибуцією, побудовою мережі, трансляціями, побудовою студії фактично з нуля. |

У квітні 2012 року Княжицький повідомив в ефірі ТВі про тиск на телеканал з боку податкових органів, оскільки на ТВі прийшла чергова податкова перевірка, попри те, що за кілька місяців до цього канал уже перевіряли. Через два тижні Княжицький заявив, що співробітники податкової міліції «почали тероризувати» осіб, які надавали послуги телеканалу. Податкова служба заявила, що «телеканал скористався послугами конвертаційно-транзитного угруповання на суму понад 2,2 млн грн.».
У липні 2012 року податкова повідомила про порушення кримінальної справи стосовно Княжицького за ухилення від сплати податків на суму понад 3 млн гривень. За словами Княжицького, телеканал при сплаті податків зараховував неповернене йому державою ПДВ. Пресслужба президента Януковича випустила повідомлення про те, що президент висловив своє занепокоєння і доручив перевірити законність відкриття справи. У той же час телеканал без попередження відключила кабельна мережа «Тріолан» у 11 містах Україні. Представник організації «Репортери без кордонів» назвав те, що відбувається, залякуванням українських журналістів перед виборами. США закликали владу України припинити переслідування за цією справою і забезпечити плюралізм і незалежність ЗМІ. У результаті прокуратура скасувала постанову податкової міліції про порушення кримінальної справи проти Миколи Княжицького.
У 2013 році родина Княжицького створює телеканал «Еспресо». Він стає популярним під час Революції Гідності, оскільки його камери одразу були встановлені в епіцентрі подій, і журналісти змогли висвітлювати найсвіжіші новини. Канал і донині є одним із провідних інформаційних телеканалів України. Микола Княжицький був автором та ведучим аналітичних щотижневих програм «Вечір з Миколою Княжицьким» та «Княжицький».

### Політична кар'єра
Балотувався як самовисуванець на парламентських виборах 2002 року в мажоритарному окрузі № 117 (Львівська область). Вибори програв — посів друге місце з 14,4 % голосів, поступився нашоукраїнцю Павлу Качуру. Судився щодо результатів голосування, проте програв в апеляційному суді Львівської області. Зі слів самого Княжицького, саме з його балотуванням до Верхової Ради пов'язане його раптове звільнення з посади члена Національної ради України з питань телебачення і радіомовлення.
30 липня 2012 року стало відомо, що Княжицький балотуватиметься до Верховної Ради України за списком об'єднаної опозиції «Батьківщини» під 11-м номером. На час кампанії він узяв відпустку з посади гендиректора ТВі. Ставши народним депутатом, очолив підкомітет з питань телебачення і радіомовлення Комітету Верховної Ради з питань свободи слова та інформації. У цій якості активно виступав за прийняття Закону «Про Суспільне телебачення і радіомовлення України».
З 27 листопада 2014 р. — народний депутат України. Обраний по Загальнодержавному багатомандатному округу від партії «Народний фронт». З 4 грудня 2014 — голова Комітету Верховної Ради України з питань культури і духовності. М. Княжицький є автором Проєкту про внесення змін до деяких законів України щодо вдосконалення системи державного управління в книговидавничій сфері (№ 3084), в якому пропонується створити український Інститут книги. Проте, ця пропозиція отримала критичну оцінку Української бібліотечної асоціації, яка вказала на низку положень, що суперечать Конституції та Законам України. 27 листопада 2015 року вніс пропозицію щодо законопроєкту № 3081-д «Про державну підтримку кінематографії в Україні», який був ухвалений Верховною Радою 28 січня 2016 року.
Також Княжицький є одним з авторів законопроєкту № 4303 «Про внесення змін до деяких законів України стосовно обмеження використання медійної продукції держави-агресора».
У 2016 році долучився до створення Закону «Про внесення змін до Закону України „Про авторське право і суміжні права“ щодо використання об'єктів авторського права в пародіях, попурі та карикатурах».
27 жовтня 2016 року Микола Княжицький разом з депутатом Вікторією Сюмар зареєстрували законопроєкт № 5313 «Про внесення змін до деяких законів України щодо мови аудіовізуальних (електронних) засобів масової інформації». Вони пропонують встановити на телебаченні обов'язкові квоти передач і фільмів українською мовою.
Княжицький є співавтором Закону «Про забезпечення функціонування української мови як державної», який Верховна Рада України ухвалила 25 квітня 2019 року. 16 липня 2019 закон про мову набрав чинності. Він гарантує позиції української мови у державному управлінні, сфері послуг, освіті й медіа. Закон також передбачає відповідальність посадовців за незнання мови. При цьому закон не обмежує приватного спілкування всіма мовами та вільного вживання мов національних меншин.
Голова комітету з питань культури і духовності з 2014 по 2019 рік. Під головуванням Княжицького комітетом були схвалені ключові рішення у гуманітарній галузі України. Зокрема перше звернення від Верховної Ради до Варфоломія з проханням надати Томос українській церкві. Були створені нові інституції Український інститут книги та Український культурний фонд. Микола Княжицький є співавтором Закону України «Про державну підтримку кінематографії в Україні», який ухвалено 23 березня 2017 року. Закон суттєво змінив принципи підтримки державою кіноіндустрії.
На позачергових парламентських виборах у липні 2019 року Микола Княжицький балотувався у виборчому окрузі № 116 (місто Львів) від партії «Європейська Солідарність». За результатами голосування посів перше місце та був обраний народним депутатом України 9-го скликання. Є членом парламентського комітету з питань гуманітарної та інформаційної політики, співголовою групи з міжпарламентських зв'язків з Республікою Польща.
Упродовж 2019 – 2024 років став автором або співавтором понад 260 законопроєктів, що переважно стосуються напряму гуманітарної політики держави. Серед них – Проект Закону №7721 про деколонізацію гуманітарної сфери України, Проєкт Закону №8407 про внесення змін до Закону України "Про державні нагороди України" щодо підстав позбавлення державних нагород, Проект Закону №8221 про забезпечення зміцнення національної безпеки у сфері свободи совісті та діяльності релігійних організаці, Проект Закону №9072 про внесення змін до Закону України "Про національну безпеку України" щодо збереження культурної спадщини України та національної пам’яті, Проект Закону №11115 про внесення змін до деяких законів України щодо регулювання діяльності платформ спільного доступу до інформації, через які поширюється масова інформація, Проект Закону №11424 про засади державної демографічної політики.
Микола Княжицький також є співголовою від України організації IPAC –  Міжпарламентського альянсу щодо Китаю – мережі законодавців, які працюють над реформуванням підходу демократичних країн до КНР. 

## Мистецькі проєкти

### Форум «Via Carpatia»
Микола Княжицький є ініціатором проведення щорічного Міжнародного форуму Центральної та Східної Європи «Via Carpatia», який був започаткований у 2018 році. Форум — масштабна подія, яка складається з фестивалів, концертів, виставок, майстер-класів та інших заходів за участі українських та закордонних виконавців і учасників. Науково-практична частина містить у собі конференцію «Коло Вінценза», де лідери думок, представники державної влади, органів місцевого самоврядування мають можливість обговорити проблеми розвитку Карпатського регіону, політичні, культурні, екологічні та інші актуальні питання. Також в рамках Форуму відбувається Церемонія нагородження лауреатів премії ім. Станіслава Вінценза. Всі заходи Форуму безкоштовні.

### Фільм «Ольгерд Бочковський. Незгасима іскра палаючої ватри національної свідомості»
Миколі Княжицькому належить ідея створення повнометражного документального фільму «Ольгерд Бочковський. Незгасима іскра палаючої ватри національної свідомості». Також Княжицький є автором та ведучим стрічки. Ольгерд-Іполит Бочковський — один із провідних європейських фахівців з теорії нації та національних відносин першої половини XX століття, в той час як в Україні його постать і науковий доробок і маловідомі. Він був «адвокатом» українського питання в світі, протидіяв радянській пропаганді. В роки Голодомору 1932—1933 років очолював Комітет допомоги голодуючим в Україні.
«Ольгерд Бочковський. Незгасима іскра палаючої ватри національної свідомості» — перший документальний фільм про видатного українця.  Враховуючи суспільно-політичні події в країні зараз, а також збройну агресію та гібридну війну проти України, для національної самовизначеності є вкрай важливим знайомити наших громадян з такими постатями, як Бочковський, та їхнім внеском у становлення Української держави.
Фільм актуалізує українське питання та сприяє консолідації українців у боротьбі за власну незалежну державу і право самостійно керувати нею без сторонніх впливів з боку інших країн. Стрічку було створено за сприяння Українського культурного фонду.

### Телепроєкт «Унікальні церквиВерховинськогорайону»
Микола Княжицький, який часто буває у Карпатах, вирішив привернути увагу до сакральної спадщини краю. Спільно з телеканалом espreso.tv, режисером та оператором Михайлом Крупієвським за підтримки Українського культурного фонду реалізував проєкт «Унікальні дерев'яні церкви Верховинського району». Цикл телепередач складається з 11 серій. У них розповіді про давні храми та особливий дух, таємничість і привабливість Гуцульщини. А ще про те, як мешканці високогірного краю бережуть і підтримують унікальні надбання предків, а спільна праця гуртує громади.
Микола Княжицький про проєкт:
|  | Ідея проєкту – не тільки зафільмувати пам'ятки, продемонструвавши їхню автентичність, красу, а й показати, як люди бережуть та підтримують культурні надбання своїх предків і як спільна справа гуртує громаду. |

### YouTube-канал "Микола Княжицький"
З вересня 2023 року Микола Княжицький активно веде власний YouTube-канал. Політик публікує відеоблоги та документальні стрічки на теми, які його турбують. Станом на кінець 2024 року, на каналі Княжицького вийшли фільми про діяльність російської церкви в Україні як ворожої агентурної мережі ("Церква без Христа", "Геть РПЦ! Останній бій", "РПЦ Операція ліквідація"), проблеми української демографії ("Міністерство єдності чи Україна без українців", "Shelter Марії", зовнішню політику ("Довга дорога в НАТО", "Проросійська операція на польському кордоні"), російську культурну колонізацію ("Інфіковані культурою", "Моя прекрасна колонізація")  та інформаційну безпеку ("Троянський кінь Зеленського").

## Критика
Княжицький потрапив до списку «Вороги преси — 2012/2013» Національної спілки журналістів України через відсутність прозорості медіавласності та цензурування матеріалів на телеканалі «ТВі» та посів 8-ме місце за результатами антирейтингу «Вороги преси в Україні 2012», який був створений Незалежною медіа-профспілкою України спільно з Інститутом масової інформації, через знищення репутації цього телеканалу.
Павло Шеремет, Мустафа Наєм, Дмитро Тузов, Сергій Лещенко та інші незалежні журналісти неодноразово звинувачували Княжицького у рейдерському захопленні телеканалу «ТВі».
Сам Княжицький згадує про це:
|  | Рейдерство — це злочин. Але ж ніхто ніколи мене в цьому злочині не звинувачував. ТВі — це був збитковий опозиційний канал, який не мав доступу до частот і був виключений із кабельних мереж. Тому захоплювати його не було жодного сенсу. Сама торгова марка ТВі, яка й була там головною цінністю, належала мені, Портнікову й Шевченку. Канал просто намагалися знищити, але завдяки тому, що ми його тоді відстояли, ТВі залишився одним із небагатьох каналів, які підтримали Майдан. Із понад двохсот осіб звільнилося тридцять. Тому говорити, що колектив пішов, — м’яко кажучи, перебільшення. Пішло декілька режисерів і журналісти, які робили програми, значна частина з яких на каналі не працювала, а була запрошеними ведучими. Але решта журналістів залишилися працювати. Серед них — Віталій Портніков, Єгор Чечеринда, Артем Шевченко. Залишився також увесь технічний склад і весь менеджмент. |

## Доходи
Згідно з даними Єдиного державного реєстру декларацій осіб, уповноважених на виконання функцій держави або місцевого самоврядування 2015 року Микола Княжицький задекларував $720 тис. готівкових коштів і 3,75 млн гривень, його дружина — $300 тис., 7 відеокамер Canon і Sony, комп'ютер Apple iMac, 4 портативних пристрої бездротової передачі сигналу за допомогою 3G LU400, сервер відеоінжест 4-канальний, сервер графічного оформлення ефірного мовлення, сервер зберігання відеоконтенту і дизельну електростанцію HYW-45 T5 в шумопоглинаючому капоті.

## Хобі
- Окрім української, знає також англійську, польську та російську мови.
- Захоплюється літературою та кінематографом.

## Родина та особисте життя
- Дружина — Княжицька Лариса Францівна, до шлюбу Чеховська, Микола та Лариса разом закінчили ВНЗ, пресменеджерка, 1970 року народження[4].
- Сини — Княжицький Леонід Миколайович, 1992 року народження[4] та Княжицький Антон Миколайович, 2014 року народження. Старший син Леонід — кадровий військовслужбовець ЗСУ. Випускник Військового інституту КНУ ім.Тараса Шевченка в 2013 році[41].
- Донька — Анастасія, 2005 року народження[42].

## Нагороди
- Кавалер Ордену НКЖ «Ї» «За інтелектуальну відвагу» (2012).
- Лауреат премії імені Єжи Ґедройця (Польща) (2019).
- Відзнака «Симон Петлюра. Журналістика і Державність» (2021).[43]
- Відзнака «Paderewski»[44] за особливі заслуги в царині українсько-польського порозуміння (2024). [45]